# Brusnica
Brusnica je obec na Slovensku v okrese Stropkov. První písemná zmínka o obci je z roku 1408. Leží v Ondavské vrchovině.  Žije zde 293 obyvatel.

## Znak
Na bílém štítu je vyobrazena zelená snítka keříku brusinky se třemi červenými plody.

## Památky
- řeckokatolický chrám Narození Nejsvětější Bohorodičky z roku 1794[3] - Národní kulturní památka.
- pravoslavný chrám Narození Nejsvětější Bohorodičky [4]